# Chamaemyia elegans
Chamaemyia elegans – gatunek muchówki z rodziny srebrnikowatych i podrodziny Chamaemyiinae.
Gatunek ten opisany został w 1809 roku przez Georga Panzera jako Ochtiphila elegans.
Muchówka o ciele długości od 2,4 do 3,3 mm. Głowa jej jest nie dłuższa niż wysoka, zaopatrzona w szczecinki orbitalne i przyoczkowe, o jednolicie szarym czole. Czułki są żółte z ciemniejszymi końcami. Barwa głaszczków jest żółta. Chetotaksja śródplecza obejmuje trzy pary szczecinek śródplecowych i jedną parę przedtarczkowych. Odwłok ma tergitach od drugiego do piątego szerokie, czarne, poprzeczne przepaski. Narządy rozrodcze samca odznaczają się szeroką podstawą fallusa.
Owad znany z Wielkiej Brytanii, Francji, Holandii, Niemiec, Danii, Szwecji, Finlandii, Szwajcarii, Austrii, Włoch, Polski, Czech, Słowacji, Słowenii, Chorwacji, Bośni i Hercegowiny, Serbii, Czarnogóry, Macedonii, Rumunii, Estonii, europejskiej części Rosji i wschodniej Palearktyki.